# Iron Fate
Iron Fate ist eine deutsche Heavy-Metal-Band aus Goslar, die 2004 unter dem Namen Crypteria gegründet wurde.

## Geschichte
Die Gebrüder Sascha und Harms Wendler legten den Grundstein mit der Idee, eine Metalrichtung zu spielen, die sich an Vorbildern wie Judas Priest, Iron Maiden und Sanctuary orientiert.
Mit Jan Abraham am Bass und Denis Brosowski als Sänger wurde die Band fast vervollständigt. Nach zwei Besetzungswechseln wurde mit Martin Pflugmacher ein Leadgitarrist gefunden und somit die Band komplettiert.
2010 nahm Massacre Records das Quintett unter Vertrag und veröffentlichte im Juli desselben Jahres das Debütalbum Cast in Iron.

## Diskografie
- 2005: Demo
- 2010: Cast in Iron
- 2021: Crimson Messiah